# Martin Zander
Martin Zander (1884. november 12. – 1928. szeptember 6. (más forrás szerint 1925)) egy német első világháborús ászpilóta volt. 5 légi győzelmet aratott. A kapitány (Hauptmann) rendfokozatú, Vaskereszttel kitüntetett katona egységei a következők voltak: FFA 90, KEK Nord, Jasta 1.

## Légi győzelmei
| Dátum                | Egység   | Helyszín    |
| -------------------- | -------- | ----------- |
| 1915.                | KEK Nord | ?           |
| 1915. október 11.    | KEK Nord | Villeret    |
| 1916. augusztus 25.  | Jasta 1  | Gueudecourt |
| 1916. szeptember 17. | Jasta 1  | Heudicourt  |
| 1916. október 10.    | Jasta 1  | Beugny      |